# Carex echinata
Carex echinata é uma espécie de planta com flor pertencente à família Cyperaceae. 
A autoridade científica da espécie é Murray, tendo sido publicada em Prodromus Designationis Stirpium Gottingensium 76. 1770.

## Portugal
Trata-se de uma espécie presente no território português, nomeadamente em Portugal Continental e no Arquipélago dos Açores.
Em termos de naturalidade é nativa das duas regiões atrás referidas.

## Protecção
Não se encontra protegida por legislação portuguesa ou da Comunidade Europeia.